# European Champions Tournament 1990-1991
Il settimo European Champions Tournament fu giocato dal 25 al 30 giugno 1991 a Madrid. Vi parteciparono sei formazioni rappresentanti Russia, Iugoslavia, Spagna, Italia, Portogallo e Ungheria.
I campioni in carica della Roma RCB lasciarono il passo per differenza reti al Freixieiro e agli jugoslavi del Seljak Livno. Ma la vittoria finale arrise ai padroni di casa dell'Interviu Lloyd's che batterono seccamente i portoghesi del Freixieiro per 7-0.

## Risultati

### Girone A
| Squadra       | Pti | PG | PV | PN | PP | GF | GS |
| ------------- | --- | -- | -- | -- | -- | -- | -- |
| 1. Freixieiro | 3   | 2  | 1  | 0  | 1  | 6  | 5  |
| 2. Seljak     | 3   | 2  | 1  | 0  | 1  | 11 | 11 |
| 3. Roma RCB   | 3   | 2  | 1  | 0  | 1  | 6  | 7  |

### Girone B
| Squadra         | Pti | PG | PV | PN | PP | GF | GS |
| --------------- | --- | -- | -- | -- | -- | -- | -- |
| 1. Interviú     | 6   | 2  | 2  | 0  | 0  | 12 | 7  |
| 2. Magyar Mugy  | 3   | 2  | 1  | 0  | 1  | 8  | 10 |
| 3. KSM-24 Mosca | 0   | 2  | 0  | 0  | 2  | 9  | 12 |

### Semifinali
| Data     |            | Gara |             | Risultato   |
| -------- | ---------- | ---- | ----------- | ----------- |
| --.--.91 | Freixieiro | -    | Magyar Mugy | 6 - 5 (DTS) |
| --.--.91 | Interviú   | -    | Seljak      | 10 - 2      |

### Finale 3º – 4º posto
| Data     |             | Gara |        | Risultato |
| -------- | ----------- | ---- | ------ | --------- |
| --.--.91 | Magyar Mugy | -    | Seljak | 7 - 11    |

### Finale
| Data     |          | Gara |            | Risultato |
| -------- | -------- | ---- | ---------- | --------- |
| --.--.91 | Interviú | -    | Freixieiro | 7 - 0     |